# Kazuya Igarashi
Kazuya Igarashi (jap. 五十嵐 和也, Igarashi Kazuya; * 24. Oktober 1965 in der Präfektur Iwate) ist ein ehemaliger japanischer Fußballspieler.

## Karriere
Igarashi erlernte das Fußballspielen in der Schulmannschaft der Tono High School. Seinen ersten Vertrag unterschrieb er 1984 bei Furukawa Electric. Der Verein spielte in der höchsten Liga des Landes, der Japan Soccer League. Mit dem Verein wurde er 1985/86 japanischer Meister. 1986 gewann er mit dem Verein den JSL Cup. Mit Gründung der Profiliga J.League 1992 und der damit verbundenen Neuorganisation des japanischen Fußballs wurde der Furukawa Electric zu JEF United Ichihara. Für den Verein absolvierte er 191 Erstligaspiele. 1997 wechselte er zu Yokogawa Electric. Ende 2000 beendete er seine Karriere als Fußballspieler.

## Erfolge
Furukawa Electric
- Japan Soccer League

Meister: 1985/86
- JSL Cup

Sieger: 1986
Finalist: 1990
- Kaiserpokal

Finalist: 1984